# Zmocňování
Zmocňování (anglicky: empowerment) je pojem, označující zvyšování duchovní, politické, společenské nebo ekonomické síly jednotlivců a komunit. Často zahrnuje také zvyšování důvěry ve vlastní schopnosti.

## Zmocňování a ekonomický rozvoj
V ekonomickém rozvoji se pojem zmocňování používá jako označení rozvojového přístupu, zaměřeného na posílení schopností lidí v rozvojovém světě ovlivňovat vlastní budoucnost, namísto přímého poskytování pomoci.